# Північне узбережжя штату Еспіриту-Санту (мезорегіон)
Північне узбережжя штату Еспіриту-Санту (порт. Mesorregião Litoral Norte Espírito-Santense) — адміністративно-статистичний мезорегіон в Бразилії, входить в штат Еспіриту-Санту. Населення становить 504 437 чоловік на 2006 рік. Займає площу 14 518,453 км². Густота населення — 34,7 чол./км².

## Склад мезорегіону
В мезорегіон входять наступні мікрорегіони:
1. Монтанья
2. Ліньяріс
3. Сан-Матеус

| Бразилія | Це незавершена стаття з географії Бразилії. Ви можете допомогти проєкту, виправивши або дописавши її. |